# 참김
참김은 보라털과에 속하는 붉은 해조류이다. 라틴어 학명은 포르피라 테네라 (Porphyra tenera)이며, 테네라는 라틴어로 여리다는 뜻인데 그 조그만 생김새에서 따온 말이다. 크기는 일반적으로 20~50cm에 달하며 태평양 서부와 인도양에서 주로 서식한다.

## 상세
한반도와 일본, 그리고 웨일스에서는 예로부터 식용으로 섭취해왔다. 한국에서는 말려서 김으로 먹었으며, 일본에서는 노리, 웨일스와 잉글랜드 일부 지역에서도 채취하여 라버라는 이름으로 요리를 만들어 먹었다.
참김은 방사무늬김에 밀려 양식장에서도 밀려났고, 환경적 요인 때문에 자원이 감소하면서 자연 암반에서도 보기 어려워진 편이다. 대한민국에서는 경상남도 통영·하동, 전라남도 진도 등에서만 생육이 확인되고 있으며, 일본에서는 멸종위기종으로 지정되었다. 이에 대한민국 수산과학원은 참김 복원에 나서기도 했다.